# Hraniční rybník
Hraniční rybník (pol. Graniczny Staw) – zbiornik wodny w północnych Czechach w Górach Łużyckich.

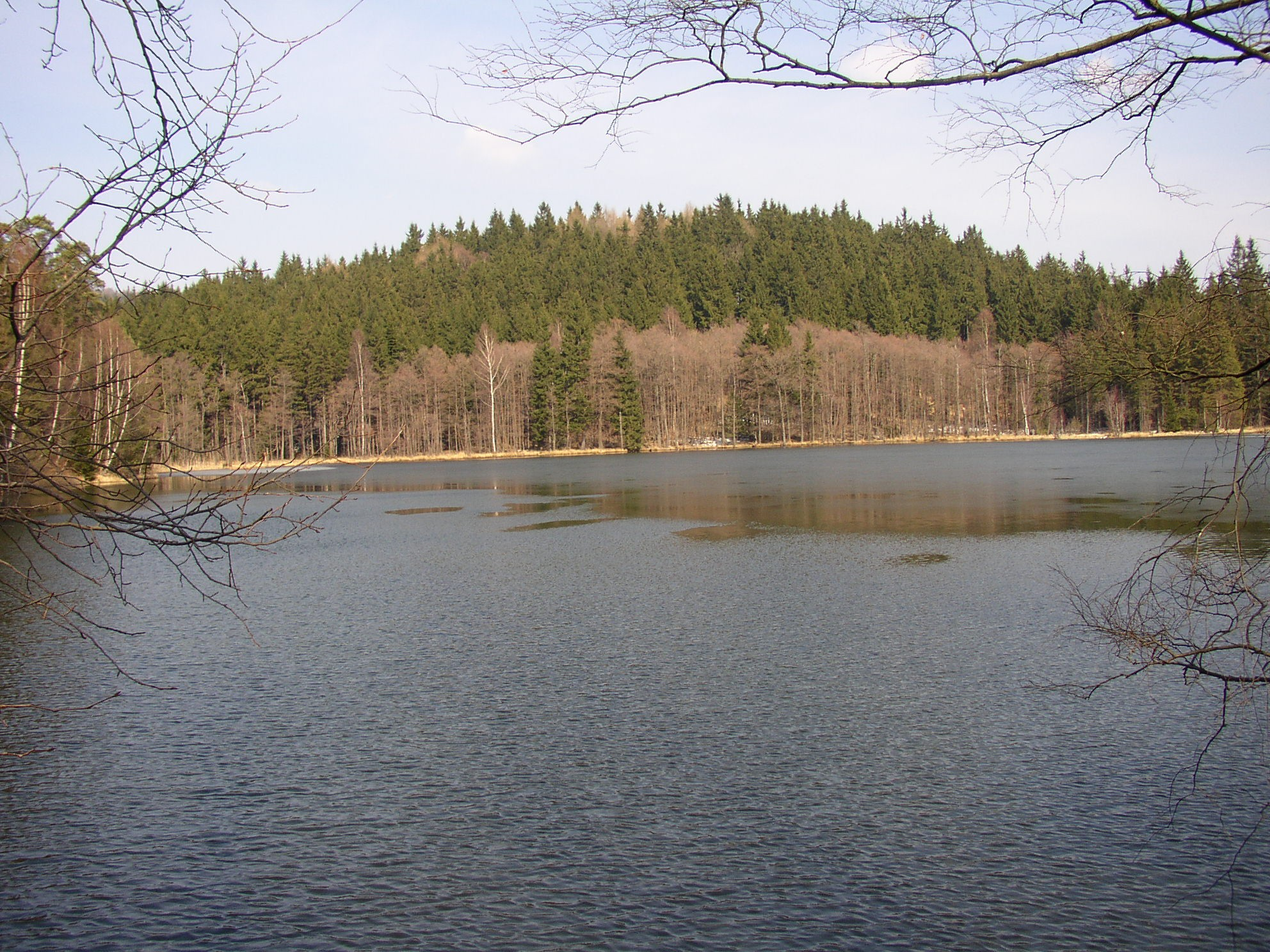
Graniczny staw

Staw położony jest niedaleko gminy Kytlice w powiecie Děčín, w południowo-zachodniej części Gór Łużyckich, między wzniesieniami Srní hora (654 m n.p.m.) a Velký Buk (736 m n.p.m.), w pobliżu osady Nová Huť, przy szlaku kolejowym Děčín–Varnsdorf, około 1,5 km od stacji kolejowej "Jedlová".
Staw nie stanowi akwenu rekreacyjnego, położony jest wśród lasu i stanowi zbiornik wody pitnej, kąpiel w zbiorniku jest zabroniona. Na północnym brzegu zbiornika znajdują się zabudowania  przedsiębiorstwa wodociągowego, od południowo-zachodniej strony zbiornika wykonana jest wzmocniona tama ziemna, którą prowadzi lokalna droga Nová Huť-Kytlice. Do stawu wpływa kilka małych potoków ze strefy źródliskowej Kamienicy a jako mały potok wypływa Kamenice.